# Kőröstetétlen
Kőröstetétlen község Pest vármegyében, a Ceglédi járásban.

## Fekvése
A vármegye délkeleti szélén fekszik, Cegléd és Szolnok városoktól egyaránt 18 kilométer távolságra.

### Megközelítése
Cegléddel és Jászkarajenővel a 4609-es, Szolnok térségével és Nagykőrössel a 4613-as, Abonnyal pedig a 4616-os út köti össze.

## Története
Anonymus szerint Árpád fejedelem itt táborozott, s itt szemlélte meg seregét, amellyel Szer felé vonult, hogy megütközzön Zalán (Salán) bolgár fejedelemmel.
A Nagypengyom dűlőben bronzkori urnák, középkori település és temető nyomaira bukkantak a régészek. Feltételezhető, hogy a Bor-Kalán nemzetség szállásterületéhez tartozott, Nagykőröshöz hasonlóan.
Tetétlen története mintegy 900 éven át követhető vissza. Először 1091-ben a kunok dúlásának esett áldozatul. A falu második, hosszú időre szóló pusztulása a tatárjárás alatt történt 1241-1242-ben.
A terület később a Lorántffy család birtokai közé tartozott, majd Lorántffy Zsuzsanna I. Rákóczi Györggyel való házassága révén a Rákóczi családhoz került.
A helység a 16. század második felében lakott volt, majd 1541, az ország három részre szakadása után a török birodalom része lett, a budai szandzsák pesti náhijéjéhez tartozott. Erről a török adóösszeírásokban maradtak fenn adatok, melyek szerint a településen 1559-ben 11, 1562-ben 7, 1580-ban 19 és 1590-ben 20 főt írtak össze.  A település – a környékbeli helységekhez hasonlóan – az 1590-es években, a tizenötéves háború idején elnéptelenedett, pusztává vált. A 18. század végén Kőrös város birtokolta, majd örökre megvásárolta.
Tetétlen mindig is szórványtelepülés volt. A birtokosai nagykőrösi kisnemes gazdák voltak, akik Nagykőrösön lévő kúriákban laktak, de a pusztai birtokon is létesítettek lakható tanyákat, tanyaközpontokat és a cselédség is itt tartózkodott, akik tulajdonképpen az állandó népességet alkották. Ilyen gazdasága volt Inárcsi Farkas Eleknek Tetétlenen, ahol 1855-ben vendégül látta Arany Jánost, a református gimnázium tanárát, Szilágyi Sándor történésszel és Deák Lajos tanártársával együtt.
Arany János nagy érdeklődést tanúsított az Árpád-monda iránt, miszerint a vezér a Nagypengyom halom tetején táborozott serege élén, s ennek hatására írta meg A tetétleni halmon című költeményét. Az itteni csárdában ismerte meg Csonka Márton pásztorembert, akinek A vén gulyás és A vén gulyás temetése című verseket szentelte.
A település 1950-ig tartozott Nagykőröshöz, ekkor Kőröstetétlen néven önálló közigazgatású községgé alakult. Az önállósodásnak nem csupán belpolitikai, hanem demográfiai okai is voltak. Az 1930-as népszámlálás szerint Kőröstetétlen – mint Nagykőrös VI. járása  – 873 fő lakossal rendelkezett. Az önállóvá válás idején, 1949-ben 1220, 1970-ben 1186 főt írtak össze.
Önállóságát 1970-ben újra elveszítette, a szomszéd falu társközsége lett.
A rendszerváltás után 1991. január 1-jén újra önálló községgé válhatott.

## Közélete

### Polgármesterei
- 1990–1994: Fehér Pál (független)[6]
- 1994–1998: Fehér Pál (független)[7]
- 1998–2002: Pásztor Imre (független)[8]
- 2002–2006: Pásztor Imre (független)[9]
- 2006–2010: Pásztor Imre (független)[10]
- 2010–2014: Pásztor Imre (független)[11]
- 2014–2019: Pásztor Imre (független)[12]
- 2019–2022: Pásztor Imre (független)[13]
- 2023–2024: Pásztor Roland (független)[14]
- 2024– : Pásztor Roland (független)[1]

A településen 2023. január 15-én időközi polgármester-választást kellett tartani, az előző településvezető 2022. szeptember 26-i halála miatt. A tisztségért négy jelölt indult, de a győztes (az egyetlen férfi aspiráns) egymaga is megszerezte a szavazatok abszolút többségét, 60 %-ot meghaladó eredménnyel.

## Népesség
A település népességének változása:
| Lakosok száma | 904  | 902  | 816  | 813  | 737  | 715  | 704  |
|               | 2013 | 2014 | 2018 | 2021 | 2022 | 2023 | 2024 |

A 2011-es népszámlálás során a lakosok 78%-a magyarnak, 0,2% németnek mondta magát (22% nem nyilatkozott; a kettős identitások miatt a végösszeg nagyobb lehet 100%-nál). A vallási megoszlás a következő volt: római katolikus 43,9%, református 4,8%, evangélikus 0,4%, felekezeten kívüli 8,9% (40,8% nem nyilatkozott).
2022-ben a lakosság 93,8%-a vallotta magát magyarnak, 0,4% cigánynak, 0,4% németnek, 0,3% ukránnak, 3,4% egyéb, nem hazai nemzetiségűnek (5,8% nem nyilatkozott; a kettős identitások miatt a végösszeg nagyobb lehet 100%-nál). Vallásuk szerint 40,4% volt római katolikus, 9% református, 0,3% evangélikus, 0,3% görög katolikus, 1,8% egyéb keresztény, 1,5% egyéb katolikus, 12,3% felekezeten kívüli (34,5% nem válaszolt).

## Nevezetességei
- Az Árpád-halom. Nagykőrös város elöljárósága 1896-ban, a honfoglalás ezredik évfordulóján millenniumi emlékművet, obeliszket állíttatott a Nagypengyom halmán, mely méltóságteljesen emelkedik a település fölé, és ma is fő nevezetessége a községnek.
- A Kőröstetétlen határában lévő Sári-gyep értékes növény- és állatvilága miatt természetvédelmi terület.
- A Gerje patak Kőröstetétlen határában egyesül a Perjével, és onnan Gerje-Perje főcsatorna néven továbbfolyva Tószeg alatt ömlik a Tiszába.

## Oktatás
- Napköziotthonos Óvoda
- Ceglédi Református Általános Iskola Kőröstetétleni Tagintézménye